# Severo di Rouen
Severo di Rouen (lat.: Severus; ... – 341) è stato un vescovo francese.

## Biografia
Severo fu il quarto vescovo di Rouen, succedendo a Aviziano nel 325. Non si sa molto della sua vita, ma ha retto la diocesi fino al 341, anno della sua morte. Non va confuso con Severo di Ravenna (i due vissero contemporaneamente, la confusione tra i due santi sembra antica), né con Severo di Avranches, in onore del quale fu chiamato l'ex borgo Saint-Sever e la chiesa di San Severo a Rouen, in cui riposano le sue reliquie.
La sua memoria liturgica è il 1º novembre.